# کورنوال (کالیفرنیا)
کورنوال (به انگلیسی: Cornwall) یک منطقهٔ مسکونی در ایالات متحده آمریکا است که در شهرستان کنترا کوستا، کالیفرنیا واقع شده‌است. کورنوال ۱۲ متر بالاتر از سطح دریا واقع شده‌است.